# Georg Branting
Georg Branting (ur. 21 listopada 1887 w Sztokholmie, zm. 6 lipca 1965 tamże) – szermierz reprezentujący Szwecję, uczestnik letnich igrzysk olimpijskich w Londynie w 1908 roku oraz letnich igrzysk olimpijskich w Sztokholmie w 1912 roku.

## Biografia
Oprócz kariery szermierza był również politykiem (należał do Szwedzkiej Socjaldemokratycznej Partii Robotniczej; SSA) oraz synem premiera Szwecji Hjalmara Brantinga. W latach 1927–1931 pracował jako urzędnik w Urzędzie Miasta Sztokholm, a następnie w latach 1932–1961 z ramienia SSA zasiadał w Riksdagu jako deputowany. 
W 1918 zainteresował się wojną domową w Finlandii. W 1924 napisał książkę pt. Rättvisan i Finland (pl. Sprawiedliwość w Finlandii), która rok później doczekała się tłumaczenia na język fiński i została wydana pod tytułem Oikeudenkäyttö Suomessa, Muutamia asiakirjoja selityksineen (pl. Jurysdykcja w Finlandii, kilka dokumentów z wyjaśnieniami). Podczas hiszpańskiej wojny domowej batalion skandynawski Brygad Międzynarodowych został nazwany jego imieniem za zasługi jego wsparcia działań dla Drugiej Republiki Hiszpańskiej. 